# Calimero (série télévisée d'animation)
Pour les articles homonymes, voir Calimero.
Calimero (カリメロ, Karimero) est une série télévisée d'animation italo-japonaise suivant les aventures d'un charmant mais malchanceux petit poussin noir anthropomorphe nommé Calimero. Elle a initialement été diffusée dans l'émission de télévision italienne Carosello le 14 juillet 1963 qui, par la suite, est devenue une icône populaire en Italie.

## Synopsis
Principalement destinée aux enfants, cette série raconte les mésaventures de Calimero, un poussin noir anthropomorphe portant une coquille d'œuf à moitié brisée, sur qui le sort s'acharne, et dont la réplique favorite est « C’est vraiment trop injuste ! ».

## Production
Les personnages sont créés par les frères Nino Pagot (it) et Toni Pagot (it), ainsi qu'Ignazio Colnaghi (it) pour le studio d'animation Organizzazione Pagot. Ils sont créés au départ pour une publicité animée pour la marque de savon « Ava » en Italie : tombé dans la suie, le poussin devient noir et n'est plus reconnu par sa mère. À la fin de chaque épisode, il s'avère que Calimero n'est pas réellement noir mais seulement très sale, et redevient jaune après avoir été lavé par les produits de savon annoncés.
Les personnages sont plus tard rachetés au Japon en tant qu'anime. L'émission se focalise principalement sur les aventures de Calimero et de ses amis tentant de résoudre un nombre de mystères. Cependant, leurs aventures les conduisent à de gros problèmes.

## Épisodes

### Première série
La première série a été produite par Toei Animation en 1971, d'abord diffusée en Belgique à la RTB le 1er janvier 1972 puis aux Pays-Bas à partir du 6 janvier 1972 et au Japon du 15 octobre 1974 au 30 septembre 1975 sur TV Asahi. Au Québec, la première série a été diffusée à partir du 8 juin 1974 dans Bagatelle à la Télévision de Radio-Canada et, en France, à partir de 1975 sur TF1 et sur Cartoon Network en 2007 et Disney Junior.
1. La Naissance
2. Cache-cache
3. Œuf surprise
4. Traitement à suivre
5. Lettre au père Noël
6. Bonne Action
7. Passage à niveau
8. Leçon de vol
9. Les Petits Soldats

### Deuxième série
La deuxième série, avec de nouveaux personnages, a été produite en 1992. Elle été diffusée au Québec à partir du 4 septembre 1995 sur Canal Famille, et en France à partir du 29 janvier 1996 sur TF1 dans l'émission À tout Spip.
1. Le Message des extraterrestres
2. Le Trésor caché
3. Le Château hanté
4. Voitures volées
5. Le Témoin gênant
6. Le Musicien fantôme
7. La Rose bleue de Pierrot
8. Le Vol des statues Aztèques
9. Course à la victoire
10. La Croisière pirate
11. Fausses Notes
12. Calimero et ses amis au Far-West
13. Le Grand Prix
14. L'Enlèvement de Graziella
15. L'Échappée flamboyante
16. La Vieille Horloge
17. Le Dinosaure de l'île rose
18. La Sculpture volée
19. Suzy et le Vieux Cheval
20. Calimero fait du ski
21. Calimero et ses amis dans l'espace
22. Le Palais de la sirène
23. La Chasse au trésor
24. Le Cirque des étoiles
25. Voyage au pays magique
26. Mario
27. Le Camping
28. La mariée a disparu
29. Terrain de bataille
30. Les Sauveteurs
31. La Maison du lézard
32. Les Claquettes
33. La Locomotive à vapeur
34. Le Diadème du carnaval
35. L'Artiste
36. Nuit au grand magasin
37. Aventures sur une île déserte
38. Le Concours de cerf-volant
39. L'Idole d'un jour
40. La Voiture à voyager dans le temps
41. Rosalie et le Baseball
42. Pierrot travaille à mi-temps
43. Pierrot invisible
44. Robots en folie
45. La Chasse au collier
46. Un inspecteur de choc
47. Les Lucioles arc-en-ciel
48. Les Rêves prémonitoires de Calimero
49. Le Vol de bijoux
50. Voyage dans les fonds marins
51. Calimini et ses amis
52. Valériano metteur en scène

### Troisième série
Une troisième série est diffusée dans une toute nouvelle adaptation en 3D réalisée par le studio français Gaumont Animation en France à partir du 9 février 2014 sur TF1 dans l'émission Tfou et au Québec à partir du 4 janvier 2016 à Télé-Québec.

#### Saison 1
1. Le pouvoir des fleurs[4]
2. Quel chou ce Calimero !
3. La boîte à soucis
4. Le crayon géniali génialo
5. Le calimero volant
6. La machine à glaces
7. La statue fantôme
8. Le concours de cerf-volant
9. La météorite
10. Au voleur !
11. L'arbre aux secrets
12. La pâte à voix
13. Romi la timide
14. Le code Do vinci
15. Pas d'invités pour Pierrot
16. Rendez-vous au théâtre
17. Les patins de l'embrouille
18. Ca tourne !
19. La fanfare en pétard
20. Le roi du banjo
21. Les aventuriers du Doudou perdu
22. Pierrot tu es un génie !
23. Pas de billes pour les Cocos
24. Priscilla et les baskets de 7 lieues
25. Le fantôme de Belladagio
26. Il faut sauver Jojo!
27. Le secret de Monsieur le maire
28. Drôle de copain
29. La bobine de Do Vinci
30. L'abominable créature du Moulin
31. L'effet papillon
32. La clé du mystère
33. Des carottes à Belladagio
34. La méga plante
35. Le Classe Malin
36. Même pas peur !
37. Mille lucioles
38. La randonnée à vélo
39. La capsule temporelle
40. Rick a disparu
41. Aux petits soins de Pierrot
42. L'Electro-Moulino
43. L'origami
44. Le ruban de Priscilla
45. Le micro
46. Le thé dansant
47. Opération Cocos !
48. Le silence de l'orgue
49. La Belladagia Regia
50. L'affaire Choupette
51. Les lunettes de Giobatta
52. Opération Eudora !

#### Saison 2
1. Pierrot ce héros[5]
2. Le boomerang
3. Cocos à domicile
4. Le cadeau
5. Carottos Biscottos
6. La mission
7. Le numéro de la chance
8. Drôle de bobine
9. Pierrot des champs
10. Les inventions ultra-secrètes
11. Pierrot la poisse
12. Vite une télé !
13. Le coup de coquille
14. Le quatrième lapinet
15. La télécommande infernale
16. Le trésor de Belladagio
17. Les Cocos jardiniers
18. La clé de l'embrouille
19. La grande course
20. Mon ami Pierrot
21. Zéro banane
22. Trou de mémoire
23. Hic au pique-nique
24. Demi-portions
25. La reine des citrouilles
26. Hyper Valeriano
27. La bourse aux jouets
28. La revanche de Calimero
29. Le Colorimoitout
30. Le mystère de la statue
31. Calimero fait mouche
32. La boîte à cocos
33. Mission : invisible
34. Le vase de Cesira'
35. A la recherche de Carottos Biscottos
36. Coup de théâtre
37. Le parfum à la violette
38. Le roi de la farce
39. Le vol de la broche
40. Le chapeau magique
41. L'affaire montgolfière
42. L'arbre de l'atelier
43. La poussine à la perle
44. L'invasion des chenilles
45. Zéro de conduite
46. Où est Giovanni ?
47. Le charabia du bec
48. La grande surprise
49. Les Ladeks contre-attaquent'
50. La course à la trottinette
51. L'affaire Krakignol
52. La collection de coquillages

## Distribution

### Première série
- Arlette Thomas : Calimero
- Francis Lax : Pierrot
- Lita Recio : mère de Calimero
- Jean-Henri Chambois : père de Calimero
- Albert Augier :  maître d'école
- Marcelle Lajeunesse : Cochonet

 Source et légende : version française (VF) sur RS Doublage

### Deuxième série
- Arlette Thomas : Calimero / mère de Calimero
- Barbara Tissier : Priscilla
- Francis Lax : Pierrot / voix additionnelles
- Dolly Vanden : Valériano
- Emmanuelle Pailly : Rosalie
- Valérie Siclay : Susy
- Henri Poirier : père de Calimero / maître Hibou
- Luq Hamet : Lapinou / voix additionnelles
- Albert Augier : voix additionnelles

 Source et légende : version française (VF) sur RS Doublage

### Troisième série
- Fanny Bloc : Calimero
- Naïke Fauveau : Priscilla
- Georges de Vitis : Valériano
- Pascal Sellem : Pierrot
- Yannick Blivet : Arturo, Bouldi, Cot, Magnoni, Papo, Pilou
- Dolly Vanden : Pot, mère de Calimero, Eudora l'excentrique, Mme Gigi, Nell
- Alexis Tomassian : Mot, Pépé, Jojo, Carottos Biscottos
- Patrick Pellegrin : père de Calimero, Papi, le maire
- Céline Melloul : Camilla, Lila
- Emmylou Homs : interprète du générique

 Source et légende : version française (VF) sur RS Doublage

## Adaptation
Un jeu vidéo intitulé Le Village de Calimero a été développé et édité par Bulkypix sur smartphones et tablettes iOS / Android en 2015.